# 정규핵
군론에서 정규핵(正規核, 영어: normal core)은 주어진 부분군의 모든 켤레 부분군의 교집합이다.

## 정의
군 {\displaystyle G}의 부분군 {\displaystyle H\leq G}의 정규핵 {\displaystyle \operatorname {Core} _{G}(H)}는 다음과 같다.
{\displaystyle \operatorname {Core} _{G}(H)=\bigcap _{g\in G}gHg^{-1}}
즉, 이는 왼쪽 잉여류의 집합 {\displaystyle G/H} 위의 왼쪽 곱셈 작용
{\displaystyle G\to \operatorname {Sym} (G/H)}
{\displaystyle g\mapsto (g'H\mapsto gg'H)\qquad (g,g'\in G)}
의 핵이다.

## 성질
군 {\displaystyle G}의 부분군 {\displaystyle H\leq G}의 정규핵 {\displaystyle \operatorname {Core} _{G}(H)}은 {\displaystyle H}의 부분군이며, {\displaystyle G}의 정규 부분군이다. 또한 {\displaystyle \operatorname {Core} _{G}(H)}는 {\displaystyle G}의 정규 부분군인 {\displaystyle H}의 부분군 가운데 가장 크다.
{\displaystyle \operatorname {Core} _{G}(H)\leq H}
{\displaystyle \operatorname {Core} _{G}(H)\vartriangleleft G}
특히, 군 {\displaystyle G}의 부분군 {\displaystyle H\leq G}에 대하여, 다음 두 조건이 서로 동치이다.
- 정규 부분군이다.
- 스스로의 정규핵이다. {\displaystyle H=\operatorname {Core} _{G}(H)}